# Підварівський заказник
Підварівський заказник — заказник ботанічний місцевого значення. Розташовано на південь від села Підварівка, Котелевського району, Полтавської області, Україна. Заказник створено рішенням Полтавської облради у 1979 році.

## Опис
Площа заказника спочатку була 30,0 га, а у 1993 році її збільшено до 35,4 га. Територія заказника розташована в Руднянському лісництві на лівому березі Ворскли, лівої притоки Дніпра. Флора нараховує більш як 300 видів. З них зустрічаються види Червоної книги: сон лучний, дзвоники персиколисті, конвалія звичайна, костяниця. В заказнику охороняються соснові та дубово-соснові ліси. Зустрічаються також клен гостролистий, робінія звичайна, в підліску частіше росте бузина, бруслина бородавчаста. Трав'янистий покрив складається з чистотілу великого, підмаренника прибережного, празелень звичайної, тонконіга звичайного, куничника наземного.
Вся фауна заказника лісного типу. Червонокнижні види заказника: лелека чорний, підорлик малий та великий, змієїд блакитноногий, горностай, нетопир лісовий. На території «Підварівського» охороняються 19 рідкісних для регіону видів: борсук, осоїд, гадюка, вальдшнеп, дятли, куріпка, вівчарик весняний, дрозд.
Заказник є насіннєвою базою лікарських рослин.